# Kirkinner
 (septembre 2023).
Kirkinner est un village situé dans le Dumfries and Galloway, en Écosse.